# تیوتتراباربیتال
تیوتتراباربیتال (انگلیسی: Thiotetrabarbital) یک داروی دامپزشکی مشتق باربیتورات کوتاه اثر است که به عنوان بی‌حس‌کننده به کار می‌رود.